# 関東大学軟式野球同好会選手権大会
関東大学軟式野球同好会選手権大会 - COLLEGE BASEBALL（かんとうだいがくなんしきやきゅうどうこうかいせんしゅけんたいかい - かれっじべーすぼーる）とは、関東大学軟式野球同好会連盟が年1度開催する関東大学同好会（サークル）のNO.1を決める大会である。大学軟式野球サークル界では名誉ある大会として知られる。
関東から約70大学、約350チームが加盟し、各大学ブロック予選を勝ち抜いた30チームほどで決勝トーナメントを行う。1、2回戦は府中市民球場、準々決勝、準決勝、決勝は明治神宮野球場で開催される。
1997年までは三菱ふそうが運営していたが、1998年より日刊スポーツ事業が運営し、NIKEジャパンがスポンサーとして行われている。

## 加盟チームの所属大学
※注意：大学組織が公認しているチームを対象とした競技連盟とは違い、加盟チームの参加条件は大学単位ではなくチーム毎のエントリー（同じ大学から複数チームの参加が可能。数の制限も特に無い）になる。下記一覧はあくまでチーム登録する上での所属先大学（チーム構成の主体となっている学生が所属している大学）の名称を五十音順に記述したの。
亜細亜大学、青山学院大学、桜美林大学、神奈川大学、神奈川工科大学、神田外語大学、関東学院大学、群馬大学、慶應義塾大学、國學院大學、国士舘大学、駒澤大学、埼玉大学、産能大学、城西大学、上智大学、上武大学、駿河台大学、聖学院大学、成蹊大学、成城大学、清和大学、専修大学、大正大学、大東文化大学、高千穂商科大学、拓殖大学、多摩大学、玉川大学、千葉大学、千葉商科大学、中央大学、筑波大学、鶴見大学、帝京大学、帝京平成大学、東海大学、東京大学、東京学芸大学、東京経済大学、東京国際大学、東京電機大学、東京都市大学（旧武蔵工業大学）、東京農業大学、東京農工大学、東京理科大学、東洋大学、東京都立商科短期大学、東京都立短期大学、獨協大学、二松学舎大学、日本大学、日本工業大学、日本体育大学、一橋大学、文教大学、法政大学、武蔵大学、明海大学、明治大学、明治学院大学、目白大学、山梨学院大学、横浜国立大学、立教大学、立正大学、流通経済大学、早稲田大学、獨協大

## 歴代優勝チーム
- 1983年 （第1回大会） 法政大学スカイラークス
- 1984年 （第2回大会） 早稲田大学WBC
- 1985年 （第3回大会） 法政大学スカイラークス
- 1986年 （第4回大会） 早稲田大学WBC
- 1987年 （第5回大会） 早稲田大学アスコットパワーズ
- 1988年 （第6回大会） 早稲田大学アスコットパワーズ
- 1989年 （第7回大会） 法政大学ハニワクワッターズ
- 1990年 （第8回大会） 東洋大学ブルドッグス
- 1991年 （第9回大会） 東洋大学ブルドッグス
- 1992年 （第10回大会） 早稲田大学オールスターズ
- 1993年 （第11回大会） 東京経済大学スクイレルズ
- 1994年 （第12回大会） 拓殖大学ファインプレーヤーズ
- 1995年 （第13回大会） 明治大学ベアーズ
- 1996年 （第14回大会） 法政大学カプリシャス
- 1997年 （第15回大会） 法政大学ファルコンズ
- 1998年 （第16回大会） 日本大学アインザッツ
- 1999年 （第17回大会） 日本大学アインザッツ
- 2000年 （第18回大会） 桜美林大学SRB
- 2001年 （第19回大会） 日本大学アインザッツ
- 2002年 （第20回大会） 早稲田大学インパルス
- 2003年 （第21回大会） 日本大学アインザッツ
- 2004年 （第22回大会） 桜美林大学SRB
- 2005年 （第23回大会） 日本大学アインザッツ
- 2006年 （第24回大会） 立教大学ウォーリアーズ
- 2007年 （第25回大会） 立教大学ウォーリアーズ
- 2008年 （第26回大会） 明治大学MAX
- 2009年 （第27回大会） 神奈川大学ケロロ
- 2010年 （第28回大会） 早稲田大学ペガサス
- 2011年 （第29回大会） 法政大学スカイラークス
- 2012年（第30回大会）  中央大学多摩川野球会
- 2013年（第31回大会）  中央大学多摩川野球会
- 2014年（第32回大会）  駒澤大学ファイアーベアーズ

## 出場チーム

### 2011年 （第29回大会）
- 明治大学スマイラックス
- 日本大学ビッグバード
- 早稲田大学WBC
- 慶應大学フィリーズ(ベスト8)
- 早稲田大学デスペラード
- 明治大学フィリーズ(ベスト4)
- 早稲田大学ペガサス
- 青山学院大学理工軟式野球部
- 法政大学ウォーリアーズ(準優勝)
- 中央大学多摩川野球会
- 慶應大学サンダース
- 神奈川大学ケロロ(ベスト8)
- 専修大学R507
- 桜美林大学SRB
- 東京経済大学ツインズ
- 早稲田大学パイレーツ(ベスト8)
- 早稲田大学江戸の会
- 帝京大学クラッシャーズ
- 中央大学フレンジャーズ(ベスト4)
- 慶應大学丘の上ヒルズ
- 東洋大学コスモス
- 立教大学グラバー(ベスト8)
- 中央大学理工軟式野球倶楽部
- 東京大学ベルスターズ
- 駒沢大学ファイヤーベアーズ
- 日本大学アインザッツ
- 法政大学スカイラークス(優勝)

### 2010年 （第28回大会）
- 立教大学グラバー
- 明治大学BPS
- 慶應大学丘の上ヒルズ
- 明治大学MAX（ベスト4）
- 中央大学ベトレイヤーズ
- 神奈川大学ケロロ
- 中央大学多摩川野球会（ベスト8）
- 明治学院大学ノイズ
- 日本大学アインザッツ
- 早稲田大学ペガサス（優勝）
- 慶應大学フィリーズ（ベスト8）
- 法政大学ウィングス
- 帝京大学クラッシャーズ
- 早稲田大学WBC
- 日本大学チェリーブロッサム
- 専修大学チェルシーズ（ベスト8）
- 神奈川大学G-JackS
- 東洋大学コスモスB（ベスト4）
- 明治大学明球会
- 駒沢大学ファイヤーベアーズ
- 早稲田大学インパルス（準優勝）
- 早稲田大学まりの会
- 東洋大学コスモスA
- 拓殖大学ビーナス
- 中央大学三浦倶楽部
- 東京大学ベルスターズ
- 法政大学ウォーリアーズ（ベスト8）

### 2009年 （第27回大会）
- 神奈川大学ケロロ（優勝）
- 中央大学多摩川野球会（準優勝）

### 2008年 （第26回大会）
- 神奈川大学ケロロ
- 慶應義塾大学丘の上ヒルズ
- 慶應義塾大学フィリーズ（ベスト8）
- 駒澤大学ファイヤーベアーズ
- 駿河台大学バブーン（準優勝）
- 専修大学Lines
- 大東文化大学オッズ
- 中央大学ホットカルピス
- 中央大学理工軟式野球倶楽部（ベスト8）
- 帝京大学クラッシャーズ
- 東京大学セローリ（初戦敗退）
- 東洋大学コスモスA
- 東洋大学デンジャーズ
- 日本大学アインザッツ（ベスト4）
- 法政大学ガレオン
- 法政大学J2
- 明海大学ジャパニーズ
- 明治大学明球会（ベスト8）
- 明治大学MAX（優勝）
- 立教大学ウォーリアーズ（ベスト8）
- 立教大学パイレーツ
- 早稲田大学デスペラード（初戦敗退）
- 早稲田大学ペガサス（初戦敗退）
- 早稲田大学LS（ベスト4）
- 早稲田大学UNKV（初戦敗退）

### 2007年 （第25回大会）
- 桜美林大学SRB
- 神奈川大学ヤンキース
- 慶應義塾大学KBR（ベスト16）
- 慶應義塾大学Chuyans
- 駒澤大学ファイヤーベアーズ（ベスト16）
- 駿河台大学バブーン
- 専修大学Lines（ベスト16）
- 中央大学ホットカルピス（ベスト4）
- 中央大学多摩川野球会（ベスト16）
- 帝京大学クラッシャーズ
- 東京大学タクティクス（ベスト16）
- 東洋大学コスモス
- 東洋大学デンジャーズA
- 日本大学イクザス（ベスト16）
- 法政大学ウォーリアーズ（ベスト4）
- 法政大学ファルコンズ（ベスト16）
- 明治大学明球会（準優勝）
- 明治大学BPS（ベスト16）
- 明治大学MAX（ベスト8）
- 立教大学ウォーリアーズ（優勝）
- 立教大学GLOVER（ベスト16）
- 早稲田大学エンジェルス
- 早稲田大学デスペラード（ベスト16）
- 早稲田大学ノーバイス
- 早稲田大学WBC（ベスト8）

### 2006年 （第24回大会）
- 神奈川大学モイズ（ベスト4）
- 慶應義塾大学フィリーズ（ベスト8）
- 慶應義塾大学KBR（ベスト8）
- 駒澤大学ファイヤーベアーズ（ベスト16）
- 駿河台大学バブーン（ベスト16）
- 専修大学Lines
- 大東文化大学オッズ
- 中央大学多摩川野球会（準優勝）
- 中央大学理工軟式野球倶楽部（ベスト16）
- 東海大学ブルースカイ（ベスト16）
- 東京大学タクティクス
- 東洋大学デンジャーズA
- 東洋大学デンジャーズB
- 日本大学アインザッツ（ベスト8）
- 日本大学インパルス（ベスト16）
- 明治大学明球会（ベスト16）
- 明治大学MAX（ベスト4）
- 明治学院大学ヤードバーズ（ベスト8）
- 法政大学ウォーリアーズ
- 法政大学Wings（ベスト16）
- 立教大学ウォーリアーズ（優勝）
- 早稲田大学インパルス（ベスト8）
- 早稲田大学サンクス（ベスト16）
- 早稲田大学ペガサス
- 早稲田大学ノンリミッツ

### 2005年 （第23回大会）
- 桜美林大学SRB
- 神奈川大学ヤンキース
- 慶應義塾大学ファルコンズ
- 慶應義塾大学フィリーズ（ベスト16）
- 慶應義塾大学KBR（ベスト16）
- 駒澤大学ファイヤーベアーズ
- 駿河台大学バブーン（ベスト8）
- 専修大学スクエア
- 専修大学Lines（ベスト16）
- 大東文化大学天国
- 中央大学多摩川野球会（ベスト4）
- 中央大学ホットカルピス（ベスト16）
- 帝京大学クラッシャーズ（ベスト16）
- 東海大学ブルースカイ
- 東京大学ベルスターズ
- 東京農業大学ボブキャッツ
- 東京理科大学スピリッツ（ベスト16）
- 東洋大学コスモス
- 東洋大学ハンズ（ベスト8）
- 日本大学アインザッツ（優勝）
- 法政大学スカイラークス
- 法政大学Wings（ベスト16）
- 明治大学明球会
- 明治大学MAX（ベスト4）
- 明治学院大学ヤードバーズ（ベスト16）
- 立教大学GLOVER（ベスト16）
- 早稲田大学インパルス（準優勝）
- 早稲田大学デスペラード
- 早稲田大学ペガサス（ベスト8）
- 早稲田大学まりの会

### 2004年 （第22回大会）
- 桜美林大学SRB（優勝）
- 慶應義塾大学ファルコンズ（ベスト16）
- 慶應義塾大学フィリーズ
- 慶應義塾大学D's（ベスト16）
- 駒澤大学ファイヤーベアーズ
- 駒澤大学フライツ
- 駿河台大学バブーン
- 専修大学スクエア（ベスト16）
- 中央大学ホットカルピス（準優勝）
- 帝京大学クラッシャーズ（ベスト4）
- 東海大学ブルースカイ（ベスト8）
- 東京大学ベルスターズ
- 東洋大学コスモス
- 東洋大学Wins（ベスト16）
- 日本大学アインザッツ（ベスト16）
- 法政大学Wings
- 明海大学ジャパニーズ
- 明治大学明球会（ベスト8）
- 明治大学MAX
- 立教大学GLOVER（ベスト16）
- 早稲田大学インパルス（ベスト4）
- 早稲田大学バッキャローズ（ベスト8）
- 早稲田大学WBC（ベスト8）

その他数チーム

### 2003年 （第21回大会）
- 駒澤大学ファイヤーベアーズ
- 慶應義塾大学ファルコンズ
- 慶應義塾大学フィリーズ（ベスト16）
- 慶應義塾大学D's（ベスト16）
- 駿河台大学ワイルドターキー
- 大東文化大学C-MIX（ベスト4）
- 中央大学アスレチックス
- 中央大学多摩川野球会
- 東海大学バンディッツ
- 東京大学タクティクス
- 東洋大学レジェンズ（ベスト16）
- 日本大学アインザッツ（優勝）
- 明海大学ジャパニーズ（準優勝）
- 明治大学M.B.C
- 立教大学GLOVER
- 早稲田大学インパルス
- 早稲田大学エンジェルス
- 早稲田大学パイレーツ（ベスト4）
- 早稲田大学WBC（ベスト8）

その他複数チーム